# Сейра (Уеска)
Сейра (ісп. Seira) — муніципалітет в Іспанії, у складі автономної спільноти Арагон, у провінції Уеска. Населення — 165 осіб (2009).
Муніципалітет розташований на відстані близько 410 км на північний схід від Мадрида, 80 км на північний схід від Уески.
На території муніципалітету розташовані такі населені пункти: (дані про населення за 2009 рік)
- Абі: 23 особи
- Барбаруенс: 27 осіб
- Сейра: 106 осіб

## Демографія
Динаміка населення (INE ):